# 新しい文学のために
『新しい文学のために』（あたらしいぶんがくのために）は、大江健三郎の著書。文学とは何か、文学の読み方、文学の書き方などが語られた文学論である。1988年に岩波新書の新赤版として刊行された。
岩波新書は1988年に表紙を黄版から新赤版へリニューアルしたが、新赤版の追番の1が本書であった。

## 概要
大江にはもともと1978年に出版された『小説の方法』（岩波書店）という文学理論をまとめた著作があった。1987年に、当時の自身の作家活動の集大成として出版した長編小説『懐かしい年への手紙』を執筆した経験を踏まえた上で、『小説の方法』で展開された文学理論を新書向けに、若い読み手、書き手を想定して、入門として語り直したものである。「想像力」、「異化」、「グロテスク・リアリズム」、「トリックスターと神話的な女性像」という大江の重視する文学概念が説明されている。
| スタブアイコン | サブスタブ | この項目は、まだ閲覧者の調べものの参照としては役立たない、文学に関連した書きかけの項目です。この項目を加筆・訂正などしてくださる協力者を求めています（P:文学、PJ:ライトノベル）。項目が小説家・作家の場合には{Writer-substub}を、文学作品以外の本・雑誌の場合には{Book-substub}を貼り付けてください。 |